# Illiceve, Lenine
Illiceve (în ucraineană Іллічеве) este o comună în raionul Lenine, Republica Autonomă Crimeea, Ucraina, formată numai din satul de reședință.

## Demografie
Componența lingvistică a comunei Illiceve
     Rusă (54,31%)
     Tătară crimeeană (31,36%)
     Ucraineană (13,21%)
     Alte limbi (0,21%)
Conform recensământului din 2001, majoritatea populației comunei Illiceve era vorbitoare de rusă (54,31%), existând în minoritate și vorbitori de tătară crimeeană (31,36%) și ucraineană (13,21%).